# スタンレー・メイザー
スタン・メイザー（Stan Mazor）ことスタンレー・メイザー（Stanley Mazor、1941年10月22日 - ）は、アメリカ合衆国のマイクロエレクトロニクス技術者である。フェデリコ・ファジン、テッド・ホフ、嶋正利とともに、世界初のマイクロプロセッサであるIntel 4004を開発した。

## 若年期
1941年10月22日にイリノイ州シカゴでユダヤ人の両親のもとに生まれた。少年時代に一家でカリフォルニアに移り住んだ。オークランド高校を1959年に卒業し、サンフランシスコ州立大学(SFSU)に入学して数学を専攻した。その傍らで個人的興味からヘリコプターの設計や建設を学んだ。SFSUで後に妻となるモーリンと出会い、1962年に結婚した。同じ頃、彼はコンピュータに興味を持った。SFSUのIBM 1620でプログラムを学び、教授の助手として他の学生にその技術を教えた。また、独学で技術書を読みながらコンピュータ・アーキテクチャの研究を続けた。

## キャリア
1964年、フェアチャイルドセミコンダクターのプログラマとなり、その後、デジタル研究部のコンピュータ設計者を経て、高級言語コンピュータ"Symbol"の共同特許を取得した。
1969年にインテルに入社し、テッド・ホフと共に、ホフが以前に開発したcomputer-on-a-chipコンセプトに基づくマイクロプロセッサのアーキテクチャを定義するプロジェクトを担当することになった。日本の電卓メーカーであるビジコンが、インテルに新しいチップの設計と製造を依頼した。彼は、Intel 4004と名付けられた革新的な新しいチップのアーキテクチャと命令セットの定義に貢献し、ファジン、ホフおよびビジコンの嶋正利と共に共同発明者としてクレジットされている。
当初、インテルのマーケティング部門は、この製品の一般顧客へのサポートや販売を引き受けることに消極的であったが、ホフとメイザーは、4004の設計者でありプロジェクトリーダーでもあるファジンとともに、業界への発表に向けて積極的にキャンペーンを展開し、同社が受け入れられるサポート戦略の策定に協力した。インテルは1971年に4004を一般向けに発表した。
コンピュータ設計者として6年間勤務した後、メイザーはベルギーのブリュッセルに移ってインテルでの勤務を続け、アプリケーションエンジニアとして顧客が同社の製品を使用するのを支援した。翌年カリフォルニアに戻り、最初はインテルの技術トレーニンググループで、後にスタンフォード大学とサンタクララ大学で講義を行った。その後、南アフリカのステレンボッシュ、スウェーデンのストックホルム、中国の南京など、世界各地で教鞭をとった。1984年にシリコンコンパイラーシステムズに入社し、2008年にBEAシステムズのトレーニングディレクターに就任した。

## 執筆活動
1993年、当時シノプシスに勤務していたメイザーは、パトリシア・ラングストラートとの共著で"A Guide to VHDL"と題したチップ設計言語の本を刊行した。また、これまでに50本の論文を発表している。

## 受賞

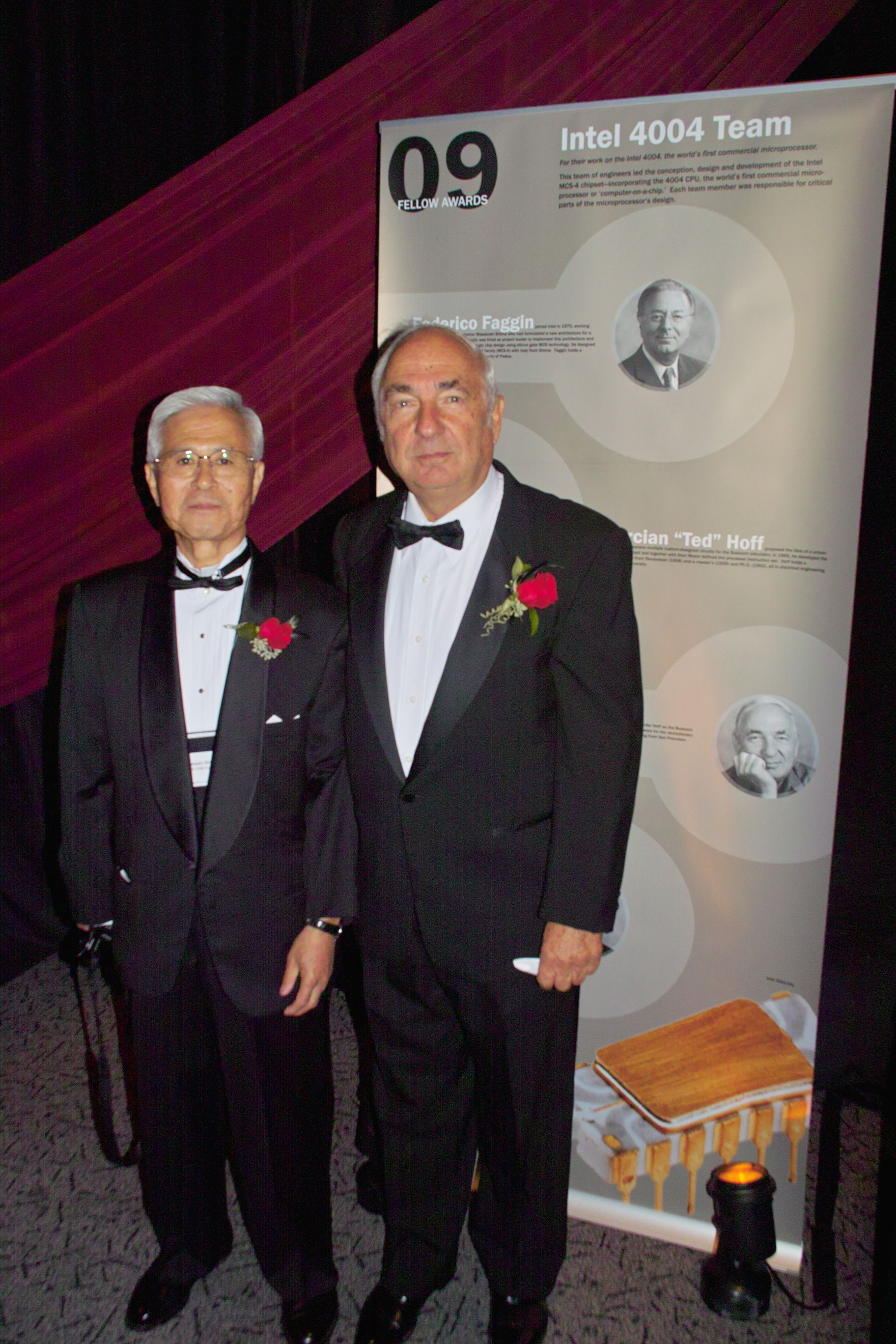
2009年のコンピュータ歴史博物館フェロー授賞式にて、嶋とメイザー（右）

メイザーは、4004の共同発明者のホフ、ファジン、嶋とともに、ロン・ブラウン・アメリカン・イノベーター賞、1997年の京都賞先端技術部門、全米発明家殿堂など、数々の賞を受賞している。2009年には、「世界初の商用マイクロプロセッサであるIntel 4004の開発チームの功績」が認められ、コンピュータ歴史博物館フェロー（コンピュータの殿堂）に選ばれた。2010年には、メイザー、ホフ、ファジンは、バラク・オバマ大統領からアメリカ国家技術賞を授与された。